# Paionios van Mende

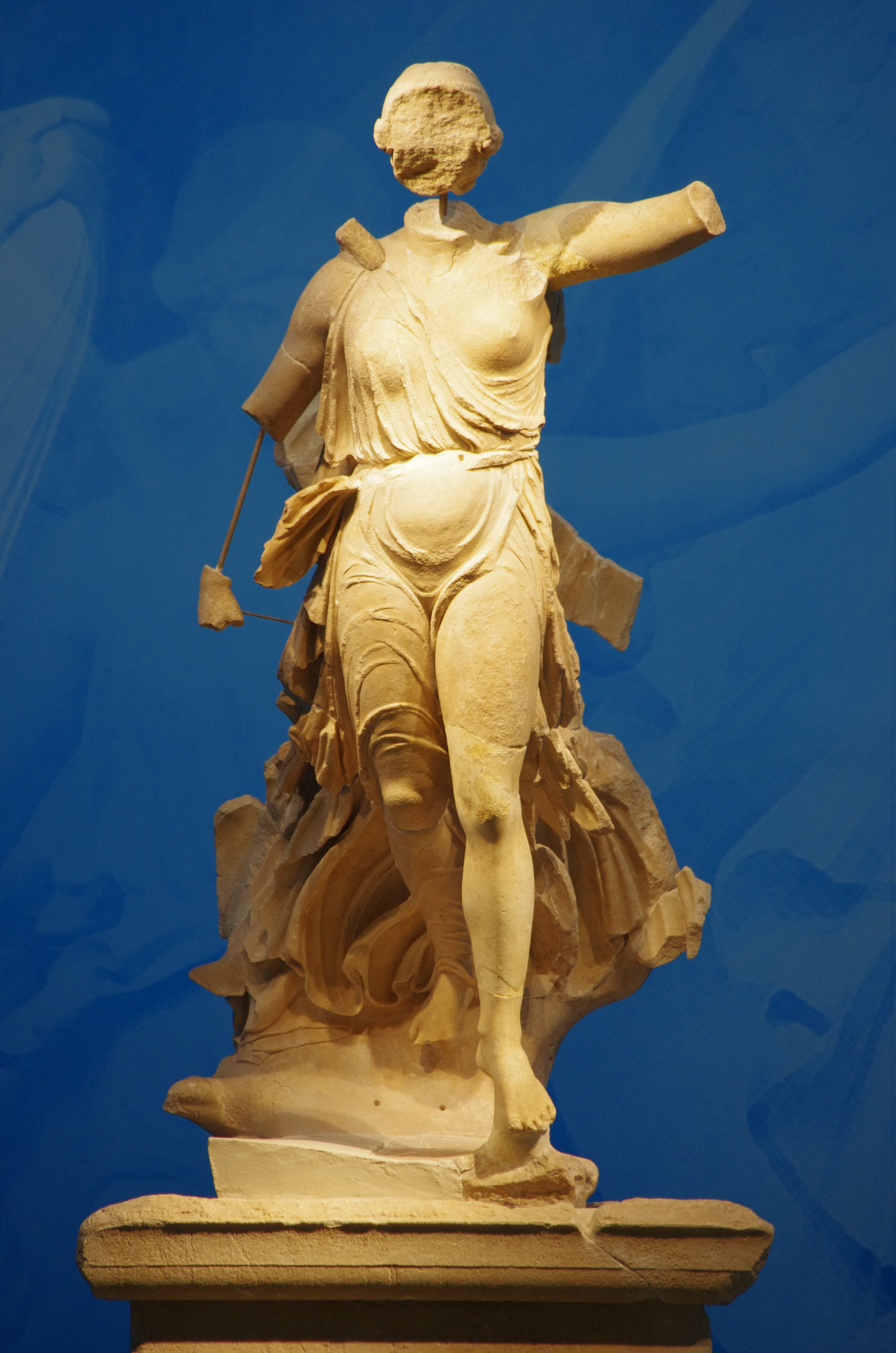
Het beeld van Nikè in het Archeologisch Museum van Olympia

Paionios of Paeonius was een beeldhouwer uit Mende (Chalcidice, Griekenland), die actief was aan het eind van de 5e eeuw v.Chr., de klassieke periode, vermoedelijk een leerling van Phidias.
De periegetes Pausanias schrijft de voorste (oostelijke) frontonsculpturen van de tempel van Zeus op de Olympia, toe aan Paionios. De borstwering van de Nike-tempel in Athene wordt ook vaak aan Paionios toegeschreven, dit op basis van de overeenkomsten tussen de draperiestijlen op beide monumenten.
Zijn meest bekende werk is het beeld van Nikè in het Archeologisch Museum van Olympia.
- Gemeinsame Normdatei: 118789198
- International Standard Name Identifier: 0000 0000 1385 8859
- Système universitaire de documentation: 255418337
- Union List of Artist Names: 500085211
- Virtual International Authority File: 37712478